# آرسن آوتیسیان
آرسن لیبارتی آوتیسیان (ارمنی: Արսեն Լիպարիտի Ավետիսյան؛ زادهٔ ۸ اکتبر ۱۹۷۳) یک بازیکن فوتبال بازنشسته در پست مهاجم اهل ارمنستان است.

## باشگاهی
از باشگاه‌هایی که در آن بازی کرده‌است می‌توان به باشگاه فوتبال زوارتنوتس-ای‌ای‌ال گاندزاسار، پیونیک، زوارتنوتس-ای‌ای‌ال، ژمچوژینا-سوچی، مالاتیا و آرارات ایروان اشاره کرد.

## تیم ملی
وی همچنین در تیم ملی فوتبال ارمنستان بازی کرده‌است. نخستین بازی ملی خود را که یک بازی دوستانه بود در ۱۴ اکتبر ۱۹۹۲ در ایروان در مقابل مولداوی انجام داده‌است. و در سال ۱۹۹۸ بعد از انجام ۲۵ بازی از عرصه تیم ملی خداحافظی کرد. در سال ۱۹۸۴ از فوتبال خداحافظی نمود.

## افتخارات
- کفش طلای اروپا ۱۹۹۵

پیونیک / پیونیک
- لیگ برتر فوتبال ارمنستان: ۵

۱۹۹۲, ۱۹۹۵–۹۶, ۱۹۹۶–۹۷, ۲۰۰۶, ۲۰۰۷
- جام استقلال ارمنستان: ۱

۱۹۹۶